# 馬入サッカー場
馬入ふれあい公園 馬入サッカー場（ばにゅうふれあいこうえん ばにゅうサッカーじょう）は、神奈川県平塚市の馬入ふれあい公園内にある球技場。主としてサッカーが行われる。施設は平塚市が所有し、日産クリエイティブサービス・湘南ベルマーレスポーツクラブ共同事業体が指定管理者として運営管理を行っている。
日本プロサッカーリーグ（Jリーグ）に加盟する湘南ベルマーレが練習場として使用している。

## 概要

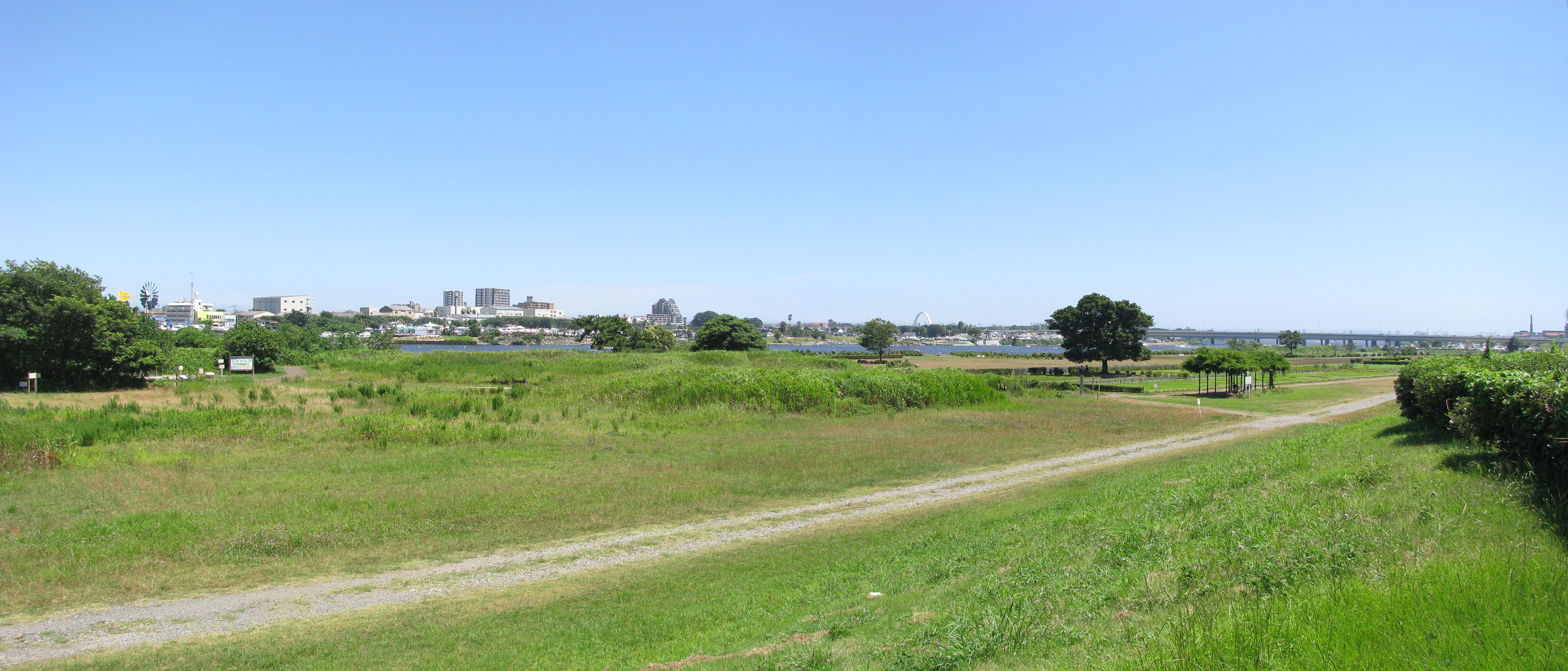
相模川（馬入付近）

相模川の堤防の西側に照明設備のある人工芝グラウンドが1面あり、堤外地である東側には天然芝グラウンドが2面とサブグラウンドがある。2006年10月、ベルマーレが大神グラウンド（現・松蔭大学湘南キャンパス）から移転し、練習場として使用している。また、人工芝グラウンドには、2005年まで天然芝のピッチが敷設されていて、2002 FIFAワールドカップでは、公認キャンプ候補地に選定されていた。
スタンドはバックスタンドのみで、「つつみのベンチ」という愛称がつけられているが、スタンドとピッチの間のコンコース部分が公園の通路と共用されているため、ピッチからスタンドまでの距離が非常に大きく、また、金網や植え込みの木が視界の妨げになり、スタンドに上下2ブロックあるうち、下のブロックの席からは、全くといってよいほどピッチが見えず、上のブロックからも、決して見やすいとはいえない。

## トピック
- ベルマーレの練習場移転に関して、同クラブのクラブハウスをどうするかという問題があり、現在は馬入サッカー場の隣接地にある仮設のクラブハウスを使用している。
- 相模川の堤外地にあるため、相模川が氾濫するたびにグラウンド全体が冠水する。平成29年台風第21号による洪水の際は、グラウンド全体に泥水が入り込み、復旧に数日を要している[3]。

## 交通
- JR平塚駅より神奈川中央交通バス茅ヶ崎駅行きで馬入橋下車徒歩10分または神奈川中央交通バス八幡工業団地行きで馬入ふれあい公園入口下車徒歩5分